# Aphthona violacea
Aphthona violacea es un insecto coleóptero de la familia Chrysomelidae. Fue descrita en 1803 por Koch.